# Lodewijk de Kruif
Lodewijk de Kruijf (Lunteren, 7 oktober 1969) is een Nederlands voormalig voetballer en huidig voetbaltrainer.

## Spelersloopbaan
De Kruijf debuteerde in het seizoen 1988-1989 in het profvoetbal bij FC Wageningen. Hij moest na één seizoen weg maar werd twee jaar later teruggehaald. In 1992 ging de club echter failliet en ging hij naar VV Lunteren. Bij TOP Oss keerde hij in het seizoen 1993/94 terug in de Eerste divisie. Na SV Spakenburg speelde De Kruijf twee seizoenen in België voor Beerschot VAC. Hij besloot zijn spelersloopbaan in 2005 in Duitsland bij 1. FC Kleve. De Kruif kwam ook uit voor het Nederlands amateurvoetbalelftal.

## Trainersloopbaan
Aansluitend werd De Kruijf trainer en hij trainde zowel de jeugd van N.E.C. als van FC Omniworld. Bij die club trainde hij ook de amateurtak. In het seizoen 2011/12 trainde hij in Nigeria Heartland FC waarmee hij de beker van Nigeria won. Van april 2013 tot oktober 2014 was De Kruif bondscoach van het Bengalees voetbalelftal. Begin 2015 keerde hij terug in die functie. Op het toernooi om de Bangabandhu Gold Cup won hij met Bangladesh een zilveren medaille. Begin september 2015 werd de aanstelling van De Kruijf bij Bangladesh wederom ontbonden. Vervolgens ging hij aan de slag als trainer van vv DUNO. Daar werd hij op 18 februari 2019 ontslagen. Medio 2019 werd hij trainer van UDI '19. Vanaf het seizoen 2023/24 wordt De Kruijf trainer van AWC.

## Prijzen als trainer
- Twee titels met de jeugd van N.E.C.
- Eén titel met de jeugd van FC Omniworld
- Twee keer de FA Cup en Super Cup van Nigeria met Heartland FC
- Zilver met Bangladesh bij de Bangabandhu Cup
- Twee titels met vv DUNO[5]